# Frederik 2.s bordhimmel
Frederik 2.s bordhimmel (eller Frederik 2.s tronhimmel) er en rigt udsmykket baldakin i vævet stof - brugt til at fremhæve ejerens plads ved ceremonier - som i 1586 blev udført på Kronborg af den flamske væver Hans Knieper på bestilling af Frederik 2. Bordhimlen var opstillet i Dansesalen på Kronborg og blev brugt ved kongens store fester i Dansesalen. Den blev svensk krigsbytte under Anden Karl Gustav-krig (1658-60) og opbevares nu på Nationalmuseum i Stockholm. Ved samme lejlighed blev Kronborgs rigt dekorerede fontæne svensk krigsbytte. Fra 2012 til 2016 er bordhimlen udlånt til Kronborg og udstillet der.

## Baggrund
Fra 1574 til 1585 lod Frederik 2. den middelalderlige fæstning Krogen ombygge til et nyt storslået renæssanceslot, Kronborg. Det nye slot blev  overdådigt udstyret. Til udsmykning af slottets store festsal, Dansesalen, blev der vævet en serie på 43 gobeliner af høj kvalitet, Kronborgtapeterne, med 101 portrætter af den danske kongerække fra sagnkongerne til Frederik 2. Hans søn, den senere Christian 4., optræder som bifigur på gobelinen med Frederik 2.. 
Da Frederik 2. havde fået leveret de 43 tapeter, bestilte han i 1585 en bordhimmel til at fuldende Dansesalens udsmykning. En bordhimmel er et rigt udsmykket stykke tekstil, der er udspændt over fyrstens plads, og gerne med et rygstykke. Bordhimlen skulle ved festlige lejligheder placeres over og fremhæve ærespladsen i Dansesalen, hvor Frederik 2.s og Dronning Sophie sad med de vigtigste gæster. 15 af de øvrige 43 Kronborgtapeter er otte udstillet på Nationalmuseet i København og syv udstillet på Kronborg, alle genkendelige på at billedtapetet er omkranset af en mørkeblå bort som i nederste venstre hjørne er guldindvævet en åben krone og et B som forkortelse for "Kronborg".

## Tilblivelse og materialer
Bordhimlen blev fremstillet i Helsingør i 1586 af en gruppe nederlandske vævere under ledelse af væveren Hans Knieper, der også havde stået for fremstillingen af kongetapeterne. Da bordhimlen skulle fremhæve kongens plads og kan opfattes som kulminationen på Dansesalens udsmykning, blev der anvendt de mest kostbare materialer: hvor kongetapeterne hovedsageligt blev vævet af uld, blev bordhimlen hovedsageligt vævet af silke og med indvævede tråde af sølv og guld.
Frederik 2. fik dog kun kort glæde af bordhimlen, da han døde allerede i 1588, kun to år efter bordhimlen var færdig.

## Svensk Krigsbytte
Under den Anden Karl Gustav-krig (1658-60) blev Kronborg erobret og besat af Karl 10. Gustavs svenske tropper. Som resultat af Freden i København i 1660 blev mange af Kronborgs værdigenstande bragt til Sverige som krigsbytte, heriblandt bordhimlen.
Da bordhimlens udsmykning og symbolik var tæt knyttet til Danmark, blev den på trods af sin pragt ikke anvendt i Sverige. Derfor lå den i mange år hengemt på magasiner, indtil den i 1868 overgik til Nationalmuseum i Stockholm, hvor den normalt er udstillet. Det manglende brug bevirkede, at bordhimlen er særdeles godt bevaret trods dennes alder.
Frederik 2.s bordhimmel var i 2002 udstillet på Metropolitan Museum of Art i New York. I forbindelse med Nationalmuseums ombygning er den fra 2012 og frem til 2016 udstillet på Kronborg.

## Galleri
- Frederik 2.s Kronborg i 1588.
- Frederik 2.
- Detalje af selve himlen
- Detalje af selve rygstykket